# Еш-сюр-Альзетт
Еш-сюр-Альзетт, також Еш (фр. Esch-sur-Alzette, люксемб. Esch-Uelzecht; нім. Esch an der Alzette, іноді Esch/Alzette) — друге за населенням місто герцогства Люксембург. Утворює окрему комуну. У місті проводяться етапи велоперегон Тур де Франс.

## Демографія
Станом на 2011 рік на території комуни мешкало 30 630 ос.
Динаміка чисельності населення:

## Металургійне виробництво
|                                                                           |  |  |
| Металургійний завод міста Еш-сюр-Альзетт у 1991 та 2010 (праворуч) роках. |  |  |

Протягом XX століття місто Еш було одним з центрів металургійного виробництва у Люксембурзі.
На початку 1990-х років на місцевому заводі було три доменних печі. 1997 року було зупинено останню працюючу доменну піч.
Після припинення роботи доменних печей дві з них були залишені як пам'ятки індустріальної історії.

## Відомі люди
У місті похований Осип Твердовський — учасник Бою під Крутами, керівник відділу ОУН в Люксембурзі.
Лаура Торн- представниця Люксембургу на Євробаченні-2025. 

## Міста-побратими
- Бенсал Грін, Велика Британія
- Коїмбра, Португалія
- Кельн, Німеччина
- Льєж, Бельгія
- Лілль, Франція
- Медлінг, Австрія
- Оффенбах, Німеччина
- Путо, Франція
- Роттердам, Нідерланди
- Сен-Жіль, Бельгія
- Турин, Італія
- Веллетрі, Італія
- Земун, Сербія